# Тасе Коневић
Танасије Тасе Коневић (? — 1916) био је српски свештеник из села Крапе у Поречу. Син је српског локалног првака Конета Апостоловића вођом прилепских Срба крајем 19. века. Свештеник Таса Коневић био је чувар српске свести у Поречу и вођа четничке оргнизације. 
Учествовао је као вођа српске чете у Илинданском устанку на страни чета ВМРО-а. након Кокошињског покоља и напада ВМРОа на Србе организује сеоску самоодбрану повезујући се са Глигором Соколовићем и својим сељанином српским војводом Тренком Рујановићем. Таса је бранио и водио село кроз све време Борба за Македонију. Велико искушење је био напад на Крапу удружених чета ВМРОа, који се завршио борбом на Куртовом Камену који се завршио победом српских чета. 
Поп Таса је убијен 1916. у Масакру крај Дервишке њиве, када је бугарски окупатор извршио стрељање 103 српска првака из Пореча.